# Врождённый клапан задней уретры
Врождённый клапан задней уретры (КЗУ) — обструктивные складки слизистой оболочки, образующиеся в мочеиспускательном канале на выходе из мочевого пузыря и препятствующие его опорожнению. Является наиболее частой причиной обструкции нижней части мочеиспускательной системы среди мальчиков и обнаруживается у одного на 5000—8000 новорожденных мальчиков. При позднем обнаружении может привести к осложнениям со стороны почек, что в конечном итоге может вызвать хроническую болезнь почек. В долгосрочной перспективе прогноз определяется степенью повреждений почек и изменений верхней части мочеиспускательной системы, а также дисфункцией мочевого пузыря. Все дети, у которых есть или был удалён клапан задней уретры, требуют диспансерного наблюдения вплоть до подросткового возраста.

## История
Впервые задний уретарный клапан был описан Джованни Морганьи в 1717 году, а затем описание было опубликовано в серии книг, выпущенной в 1769 году и посвящённой анатомическим нарушениям. Позднее в 1802 году он был описан Лангенбеком по результатам вскрытия как похожие на клапан складки. Николай Толмачёв в 1870 году сделал всестороннее описание и предполагал, что клапаны являются слишком сильным развитием складок и гребней стенки мочеиспускательного канала. Наконец, в 1919 году появилось актуальное и на сегодняшний день описание Хью Янга клинической картины и анатомических особенностей. В том числе Янг дал классификацию из 4-х видов клапана и описал рудиментальный уретроскоп для проведения операций по удалению через мочеиспускательный канал. Однако в 1992 году классификация Янга была упрощена до двух видов клапана и объяснена более точно Пэдди Деваном и коллегами.

## Обзор
В нормальный условиях мочевой пузырь плода циклически наполняется и опорожняется, находясь под слабым давлением. Если опорожнению препятствует клапан задней уретры, то для опорожнению мочевому пузырю необходимо создавать дополнительное усилие, а давление внутри него при этом увеличивается. В результате стенки мочевого пузыря обычно истончаются, что ухудшает его работу, а верхние части мочеиспускательной системы под увеличенным давлением расширяются. В конечном итоге слишком сильное давление повреждает слой паренхимы почек, необходимый для их функционирования.

## Этиология
Точные причины образования заднего клапана уретры неизвестны, но являются многофакторными, относятся к эмбриопатии и обычно не наследуются, однако сообщалось и о случаях наследования клапанов.
Клапан образуется, предположительно, между 4-й и 6-й неделями развития эмбриона. Вольфов проток, из которого в дальнейшем образуется мочеточник, внедряется в заднюю стенку образующегося мочевыводящего отдела, в результате чего формируются две складки, но если вольфов проток внедряется больше своей передней частью, нежели вдоль, то формируются складки и бугры, похожие на клапаны, которые мешают нормальному оттоку мочи.

## Патогенез
Клапан задней уретры мешает нормальному мочеиспусканию и обычно является причиной инфравезикальной обструкции нижних мочевыводящих путей и может стать причиной гидронефроза, пузырно-мочеточникового рефлюкса, дисфункции мочевого пузыря, мегацистиса, инфекций мочевыводящих путей и почечной недостаточности. Примерно у половины больных наблюдается пузырно-мочеточниковый рефлюкс. Дисфункция мочевого пузыря может выражаться тремя основными вариантами:
- гиперрефлекторный мочевой пузырь,
- гипертоничный мочевой пузырь со сниженными объёмом и управляемостью,
- мочевой пузырь с миогенной дилатацией.

В возрасте 5—6 лет дисфункция мочевого пузыря может переходить из одной формы в другую.
Почти у трети детей с задним клапаном уретры дисфункция мочевого пузыря может носить нейрогенный характер, что приводит к прогрессирующей хронической болезни почек.
Дети с данным диагнозом склонны к рецидивирующим инфекциям мочевыводящих путей, чему способствует ряд факторов:
- повышенное давление внутри мочевого пузыря,
- застой мочи из-за слишком большого количества остаточной мочи после опорожнения,
- расширенный мочеточник (мегауретер),
- пузырно-мочеточниковый рефлюкс.

## Диагностика
Предварительный диагноз может быть поставлен внутриутробно на 20-й неделе беременности, но точный может быть поставлен только после рождения.
На наличие заднего уретарного клапана у плода могут указывать признаки инфравезикальной обструкции:
- расширение чашечно-лоханочной системы (гидронефроз);
- расширение мочеточников (мегауретер);
- большие размеры мочевого пузыря (мегацистис);
- отсутствие опорожнения плода в течение 30—40 минут во время исследования;
- расширение задней уретры.

Однако инфравезикулярная обструкция может встречаться также и при других заболеваниях, включая такие тяжёлые заболевания, как синдром Поттера и синдром сливового живота.
При наличии заднего уретарного клапана мочеиспускание может быть слишком частым, прерывистым, затруднённым или со слабым потоком. Также могут прощупываться увеличенные почки и мочевой пузырь.
Наличие заднего уретарного клапана диагностируется с помощью микционной цистоуретрографии, что требует заполнения мочевого пузыря через катетер контрастным веществом. При наличии заднего клапана уретры цистоуретрография может показать расширение задней уретры. Функциональная визуализация верхней части мочеиспускательной системы делается не ранее месячного возраста, чтобы дать возможность развивающимся почкам немного созреть.
Также может применяться цистоскопия мочевого пузыря через мочеиспускательный канал, при которой визуализация происходит с помощью миниатюрной камеры. Вначале проводится оценка мочеиспускательного канала и визуализация клапанов. Клапаны могут прижиматься к стенкам мочеиспускательного катала, поэтому для надувания его створок может применяться лёгкое надавливание на мочевой пузырь, создающее антеградное давление на клапан. После визуализации клапана оценивается состояние мочевого пузыря.
Клапан задней уретры может сопровождаться и другими причинами инфравезикальной обструкции, такими как: меатальный стеноз уретры, стеноз стволовой части уретры, дисплазия стволовой части уретры, стеноз пеноскротального угла уретры, стеноз бульбозного отдела уретры, стеноз мембранозного отдела уретры, стеноз шейки мочевого пузыря, дивертикул передней уретры, дивертикул задней уретры.

## Лечение
Внутриутробное лечение сводится к тем же методам, что и при лечении мегацистиса плода для нормализации давления внутри мочевого пузыря, и несёт в себе определённые риски, связанные с хирургическим вмешательством.
Лечение проводится аблацией заднего уретарного клапана, что обычно приводит к восстановлению самостоятельной работы мочеиспускательной системы, а также к улучшению уродинамики. У наиболее тяжелобольных пациентов перед удалением проводятся длительные бездренажные методы отвода мочи, в том числе может быть рекомендована везикостомия. Удаление клапанов в период новорождённости приводит к формированию гиперактивного мочевого пузыря почти у половины детей в возрасте 5—6 лет, из-за чего ухудшается уродинамика и возникает необходимость патогенетического лечения. Дети с удалённым клапаном задней уретры должны находиться под диспансерным наблюдением вплоть до подросткового возраста.
В прошлом вместе с клапаном иногда удалялась гипертрофированная шейка мочевого пузыря, однако сейчас этой процедуры избегают, поскольку она приводит к постоянному недержанию мочи.
В случае осложнения инфекцией мочевыводящих путей у детей до 3-х месяцев, им требуется обязательная госпитализация, а лечение проводится антибиотиками внутривенно.